# 末次冰期

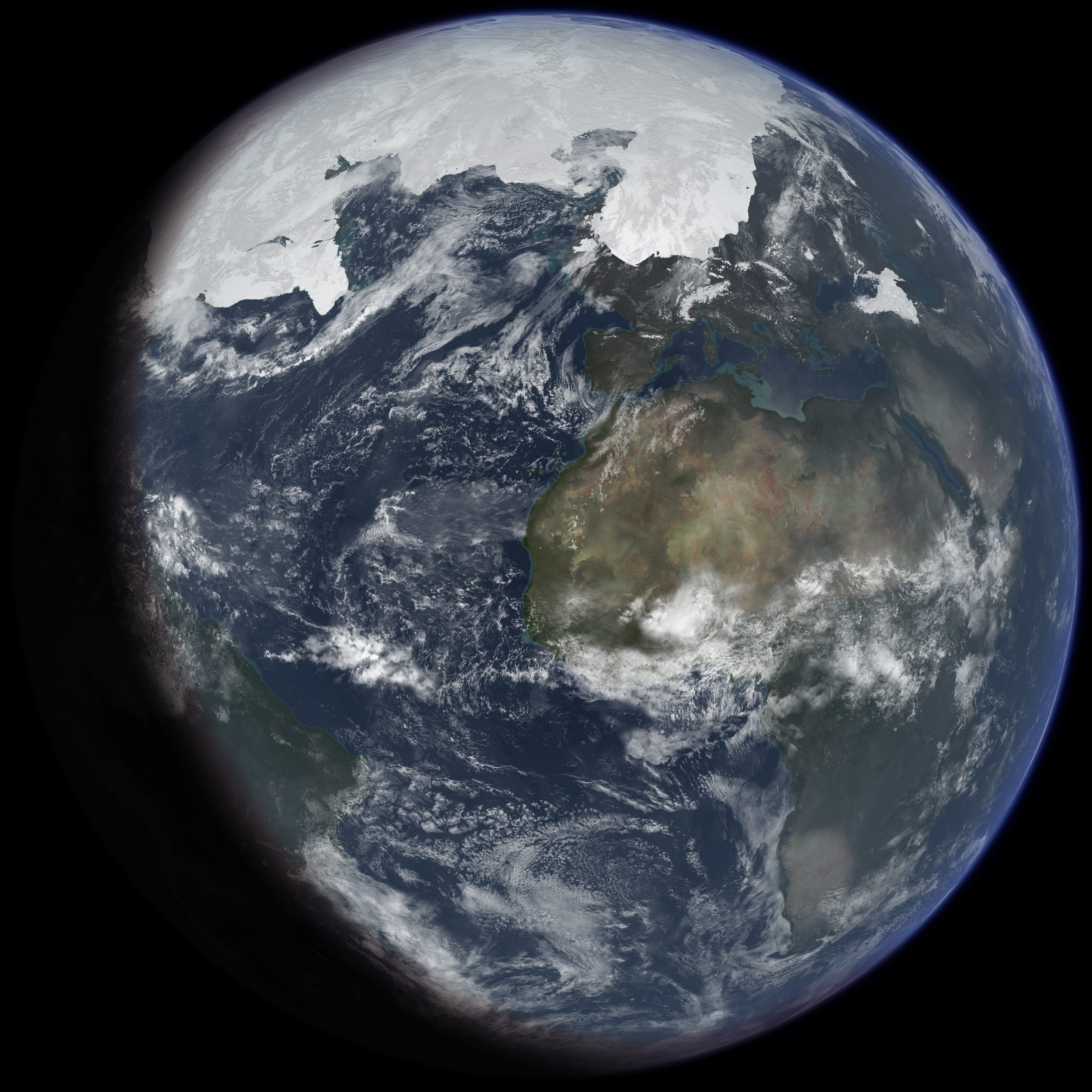
末次冰期最盛期地球的藝術想像圖

末次冰期（英語：Last Glacial Period）是距今最近的一次冰期，发生于第四纪的更新世晚期，始於约11万年前，终於1.2万年前。
末次冰期内，各地冰盖亦曾出現数次的進退。冰退称为间冰段，格陵兰的冰芯钻探表明，过去十万年的末次冰期共有24个间冰段。这一现象称作丹斯高-厄施格周期（Dansgaard–Oeschger event）。末次冰期的最盛期發生於約1.8萬年前。一般而言，全球冷卻及冰川前進的模式相似，但也有局部的分野，這使得很難以大洲來比較。
末次冰期有時又會被俗稱為「末冰河時期」，不過這並不正確。因為冰河時期（大冰期）是大部份地球被大冰原覆蓋的一段持续上千万年的地质历史时期。冰河时期由多个交替出现的冰期与间冰期组成。另一方面，冰期是指冰河時期內部，在两次間冰期之間的一段較寒冷的時期。故此，末次冰期的終末並非末次冰河時期的終末。末次冰期約於1萬年前完結，而末冰河時期的终结並未到來。几乎没有證據表明已经持续了数百萬年的“冰期－間冰期循環”已告终结。
末次冰期是現今冰河時期所知最多的時期，在北美洲、歐亞大陸北部、喜瑪拉雅山及其他結冰地區都有詳細的研究。在這段時期的結冰作用覆蓋了很多地區，主要都是在北半球，南半球則較少。傳統上按地理分佈，它們會有不同的名稱，包括菲沙冰期（北美洲的太平洋山脈）、派恩代爾冰期、威斯康辛冰期（北美洲中部）、Devensian（不列顛群島）、米德蘭冰期（愛爾蘭）、玉木冰期（阿爾卑斯山）、梅里達冰期（委內瑞拉）、威赫塞爾冰期（斯堪地那維亞及北歐）、維斯瓦冰期（中歐北部）、瓦爾代冰期（東歐）、濟浪卡冰期（西伯利亞）、米蘭科維奇冰期（智利）、大理亚冰期（中国）及奥蒂拉冰期（新西蘭）。
从人类考古学看，末次冰期发生于人类的旧石器时代与中石器时代。随着地球走出末次冰期，人类历史也进入了新石器时代。

## 概述

末次冰期最盛期的地球植被分布。

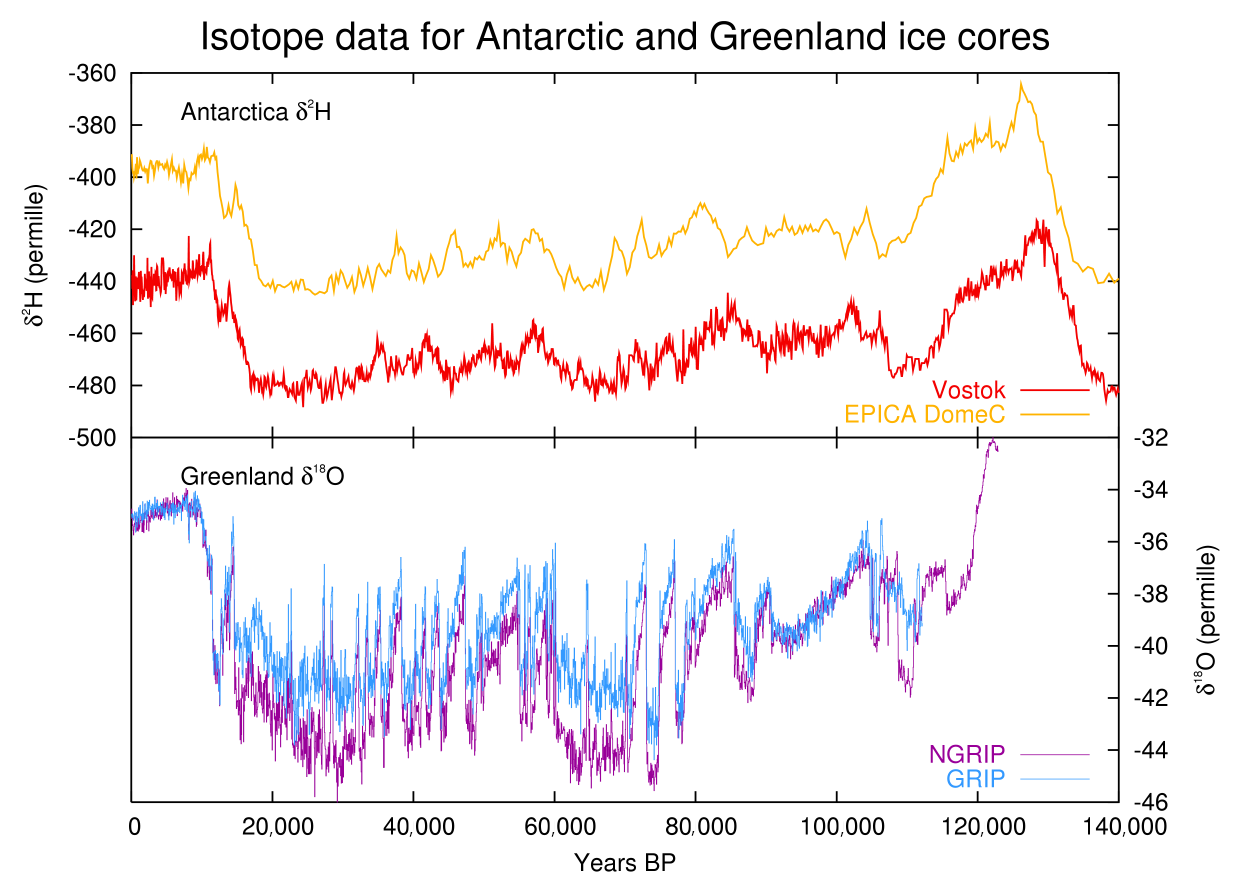
從南極及格陵蘭的钻取的冰核所紀錄的氘与氧-18同位素丰度所证实的末次冰期的开始、持续与结束。

末次冰期的中心位於北美洲及歐亞大陸的大片冰盖。阿爾卑斯山、喜瑪拉雅山及安地斯山脈也都被冰川所覆蓋，而南極仍保留結冰。加拿大及美國北部被巨大的劳伦泰冰原所覆蓋。阿拉斯加因乾旱氣候而未有結冰。在洛磯山脈、科迪勒拉冰盖出现冰川作用，內華達山脈出现冰原和冰帽。在英國、歐洲大陸及亞洲西北部，斯堪地那維亞冰盖再一度到達不列顛群島、德國、波蘭及俄羅斯，並向東伸延至泰梅爾半島。西伯利亞冰川最盛時期約於18000-17000年前，較後於歐洲的22000-18000年前。西伯利亞東北部並沒有被大陸尺度的冰盖所覆蓋，而是被有限的冰原覆蓋了西伯利亚东北部的山區，包括堪察加半島及科里亞克山區。
在美洲及歐亞大陸大冰原間的北冰洋並沒有完全結冰，但可能像今天般在表面有一層薄冰，除季節變遷及佈滿四周大陆冰原离解出來的冰山。根據深海海底钻孔获得的沉積成份，北冰洋肯定有季節性出现的開放水域。
在主要大冰原以外的阿爾卑斯山及喜瑪拉雅山山系出現了廣泛的冰川。與早期的冰川階段相反，玉木冰期是由細小的冰帽組成及只限於山谷地區，將冰川舌伸延至阿爾卑斯山麓。在東面的高加索、土耳其及伊朗的山脈都由局部的冰原或細小冰盖所蓋頂。在喜瑪拉雅山及青藏高原，冰川於4.7-2.7萬年前大幅前進，与同时期地球别的地方处于一个相对温暖形成了对比。但在青藏高原是否形成了连续的冰盖則仍备受爭論。
北半球的其他地區沒有出现巨大的冰盖，但在高海拔地区出现了冰川。例如，臺灣部分地区於44 250年至10 680反复出现冰川。在日本阿爾卑斯山脈也是如此。台湾与日本的最大冰进出现在60,000至30,000年前（大约始于多巴湖火山灾难性喷发）。较小规模的冰川出现在非洲，例如摩洛哥的高阿特拉斯山脉、阿爾及利亞的阿塔克山，埃塞俄比亚的幾座山上。在南半球的乞力馬扎羅山、肯亞山及魯文佐里山脈只有冰帽蓋頂，至今仍然冰川遗存。
在南半球的冰川作用因現今大陆的分佈而規模較小。在安地斯山脈的冰盖（即巴塔哥尼亚冰盖）於33 500-13 900年前在智利的安第斯山据研究有6次冰进。南極洲类似于现今的样子，完全被冰盖覆盖。在澳洲大陸，只在科修斯科山附近很小的地區存在冰川，但塔斯曼尼亞的冰川則廣為分佈。新西蘭的南阿尔卑斯山完全被冰盖覆盖，可以確定至少有三次冰进。在印尼巴布亞省有出現局部冰帽，三個地區至今任有残留的更新世冰川。

## 局部命名的冰期

### 菲沙或派恩代爾冰期
派恩代爾冰期（洛磯山脈中部）或菲沙冰期（科迪勒拉冰原）是美國洛磯山脈的主要末次冰期。派恩代爾冰期延續到3-1萬年前，最盛期於2.35-2.1萬年前。冰川與巨型冰原只有很鬆散的關係，且由高山冰川所組成，併合成為科迪勒拉冰原。科迪勒拉冰原形成了如米蘇拉冰湖的特徵，米蘇拉冰湖會決堤產生大規模的密蘇拉洪水。地質學家估計洪水及冰湖重組的循環平均為55年，於15000-13000年前洪水在2000年間出現約40次。像這樣的冰湖潰决洪水就算在冰島也不會經常出現。

### 威斯康辛冰期
威斯康辛冰期是北美洲羅倫太德冰原末次的主要前進。威斯康辛冰期由3次最盛期所組成，中間有溫暖的間冰期分隔。最盛期分別為太浩盛冰期、特納亞盛冰期及泰奥加盛冰期。太浩盛冰期最高峰約於7萬年前，依多峇巨災理論可能是多巴湖超級火山爆發後的副產物。對於特納亞盛冰期所知甚少。泰奧加盛冰期是威斯康星冰期內程度最不嚴重及最後發生的，它約於3萬年前開始，於2.1萬年前達至最盛，並於1萬年前完結。白令陸橋的冰川容許了哺乳動物（包括人類）從西伯利亞進入北美洲。
威斯康辛冰期改變了俄亥俄河以北的北美洲地理。加拿大的大部份地區、美國上中西部、新英格蘭、蒙大拿州及華盛頓都被冰所覆蓋。伊利湖的克利斯島或紐約的中央公園都留有冰川所造成的冰川槽溝。在薩克斯其萬省西南部及艾伯塔省東南部，羅倫太德冰原及科迪勒拉冰原的縫合帶形成的扁柏山，是北美洲大陸冰原南邊的最北點。
五大湖是冰擦作用及儲超溶冰的結果。當大幅的冰原消退時，五大湖因北岸的地殼均衡反彈而開始逐步向南移。尼加拉大瀑布也是冰川作用的結果，因俄亥俄河大幅取化了前身的Teays河。
在多個非常巨大的冰湖幫助下，威斯康辛冰期砌開了峽谷，成為現今的上密西西比河，填滿了無磧帶及可能造成了每年的決冰堤。
威斯康辛冰期消退時離開形成長島、布洛克島、鱈魚角、麻薩諸塞州的無人地帶、瑪莎葡萄園島及南塔克特的終磧，並加拿大安大略省中南部的橡樹嶺冰磧。在威斯康辛州，冰川從鍋形冰磧消退。在下康乃狄克河谷形成的冰丘及冰河沙堆成為了當地的一個景點。

### 格陵蘭冰期
在格陵蘭西北部，最盛期於很早的11.4萬年前出現。之後冰的覆蓋面與現今差不多，接近末次冰期完結時，冰川再次前進，及後消退至現今的情度。根據冰核的數據，格陵蘭於末次冰期時的氣候乾燥，雨量只有現今的20%。

### 不列顛群島的冰期
這次冰期稱為Devensian冰期，造成了英格蘭、威爾斯、蘇格蘭及北愛爾蘭的多種地理特徵。其沉積層是介乎於伊普斯威奇間冰期及全新世的佛蘭德間冰期。冰期的後部包括了第一至第四的花粉時期、阿勒羅德間冰期、博令間冰期、中仙女木期及新仙女木期。

### 威赫塞爾冰期
威赫塞爾冰期也可稱為維斯瓦冰期。於斯堪地那維亞的盛冰期時，只有日德蘭半島西部沒有結冰，而現今北海的大部份地區都是乾地連接了日德蘭半島及大不列颠岛。在伊緬期及末次間冰期的挪威也是沒有結冰的。
波羅的海及其獨有的汽水都是威赫塞爾冰川與北海的海水結合後的產物。當於1.03萬年前溶冰時開始，海水填滿了均衡下降區，形成了臨時的刀蚌海。後來由於9500年前的地殼均衡反彈，波羅的海最深處成為了一個淡水湖，考古學稱為螺湖。這個湖由溶冰所填充，隨著全球水平面上升，海水於8000年前再次流入，形成了濱螺海，隨即又再進入另一淡水期，繼而形成了現今的汽水系統。
地球表面覆蓋的冰層會加重其壓力。當溶冰後，斯堪地那維亞的地表每年也會上升，尤其是在瑞典北部及芬蘭，每年可以上升達8-9毫米。這對考古學定非常重要，因為於北歐石器時代是海邊的地區，現今可能已是內陸地區，從與海岸的相對距離就可以測年。

### 玉木冰期
「玉木」（武木、維爾姆）一詞是來自位於阿爾卑斯山前沿地的一條河流，大致上界定了冰期前進的最大極限。科學家第一次最有系統的研究冰河時期，就是路易士·阿格西（Louis Agassiz）於19世紀初在阿爾卑斯山進行的。在地層中發現的花粉微化石進行孢粉學分析，將玉木冰期間歐洲環境的變遷排序下來。於2.4-1萬年前的玉木冰期間，西歐及中歐大部份地區及歐亞大陸都是開放遼闊的乾草原凍土層，而阿爾卑斯山則是固態的冰原及高山冰川。
於玉木冰期間，隆河冰河覆蓋了整個瑞士西部平原，直達今天的索洛圖恩及阿勞。冰河在伯爾尼併合到阿勒河冰河。萊茵河冰河是目前進行最多研究的地方。羅依斯河冰河及利瑪河冰河有時前進至優瑞。山區及山麓冰川差不多將古薩冰期及民德冰期的痕跡刷走，在消退期間充新填充底磧、終磧及黃土，冰前河流由沖走及帶來沙礫。在地底下，冰川對地熱及地下水流有巨大及深遠的影響。

### 梅里達冰期
梅里達冰期是指更新世晚期影響著委內瑞拉安地斯山脈中部的冰川作用。從中發現了兩個主要的冰磧面：一是在海拔2600-2700米，另一則是在3000-3500米。末次冰期的雪線比現今雪線下降了約1200米。在科爾地勒拉·德米里達的冰川地區約有600平方公里大，包括了西南部至東北部的高地。約有200平方公里的冰川地區是位於米列達山脈，其中50平方公里位於博利瓦峰、洪保德峰及邦普朗峰。放射性碳測定年代顯示這些冰磧是早於1萬年前出現，有可能更早於1.3萬年前。低冰磧面可能是與威斯康辛冰期前進有關；高冰磧面可能代表了末次冰期的前進。

### 米蘭科維奇冰期
米蘭科維奇冰期是取名自智利南部的延基韋湖。延基韋湖的西岸是大片的冰磧，最內層的是屬於末次冰期。延基韋湖的紋泥是南智利地球年代學的節點。

### 南極冰期

2.1萬年前假想的南極盛冰期情況。

於末次冰期的南極被大片的冰盖所覆蓋，與今天的情況相似。所有陸地、海洋、直至中及外大陸架都結了冰。根據冰模擬實驗，南極中東部的冰層一般較現今的薄。

## 外部連結
- National Atlas of the USA